# 대덕 (서하)
대덕(大德)은 서하 숭종(西夏 崇宗) 이건순(李乾順)의 치세에 쓰던 연호이다.

## 연대 대조표
| 대덕        | 원년           | 2년            | 3년            | 4년            | 5년            |
| 서기 (西紀) | 1135년         | 1136년         | 1137년         | 1138년         | 1139년         |
| 간지 (干支) | 을묘(乙卯)     | 병진(丙辰)     | 정사(丁巳)     | 무오(戊午)     | 기미(己未)     |
| 남송 (南宋) | 소흥(紹興) 5년 | 소흥(紹興) 6년 | 소흥(紹興) 7년 | 소흥(紹興) 8년 | 소흥(紹興) 9년 |

## 같이 보기
- 다른 왕조의 같은 연호
  - 원(元) 대덕(大德, 1297년 ~ 1307년)

| 이전 연호 정덕(正德) | 중국의 연호 서하(西夏) | 다음 연호 대경(大慶) |